# John William Lubbock
John William Lubbock (26 de março de 1803 — 21 de junho de 1865) foi um banqueiro, barrister, matemático e astrônomo inglês.